# Snerresværmer
Snerresværmeren (Hyles gallii) er en sommerfugl i familien aftensværmere. Den voksne snerresværmer ses ret almindeligt i Danmark i juni-august omkring solnedgang, hvor den suger nektar fra f.eks. gedeblad og floks. Dens larve lever i skove på gederams og på strandoverdrev på gul snerre. Den er 80-90 mm lang og ses i juli-september. Snerresværmer overvintrer som puppe.

## Udseende
Snerresværmerens vingefang er cirka 60-80 mm. Forvingerne er brungrønne med en sort rodplet og grå søm. Fra spidsen til randen nær roden findes et skåt gulhvidt bånd. Bagvingens rod er sort med et bredt kødfarvet tværbånd, der er rødt nær indervinklen, som er hvidgul. Langs den brune søm findes et sort tværbånd. Kroppen er brungrøn. Brystet er hvidt på siderne. Bagkroppen har små lyse rygpletter og hvide sideringe. Antennerne er sortbrune med lys spids.

## Billeder
- Snerresværmerens larve